# Peterd
Peterd is een plaats (község) en gemeente in het Hongaarse comitaat Baranya. Peterd telt 218 inwoners (2001).